# Bullebrug
De Bullebrug (brug 2353) is een vaste brug in Amsterdam-Noord.
Ze werd aangelegd op initiatief van de Centrale Dorpenraad binnen het Stadsdeel Amsterdam-Noord. Die wilde een brug voor voetgangers (of voetgangers met fiets aan de hand) over de Zwetsloot van de verharde Achterlaan naar het onverharde Ganzepad. Ze verbindt de dorpsbebouwing van Zunderdorp met een wandelpad op weiland. Ze werd vernoemd naar het weiland, plaatselijk bekend als Bullenlandje, een plek waar jonge stieren stonden te grazen.  
De brug werd in 2006 in gebruik genomen en kreeg direct haar naam. Het wegdek van de brug is voorzien van een antisliplaag. In aanvulling daarop zijn tevens dwarslatten in het wegdek verankerd, zodat wandelaars niet wegglijden op deze relatief steile brug naar een model dat vaker werd toegepast in dit gebied.